# Supporters du Standard de Liège
Dernière mise à jour : 21 avril 2017.
Le Standard de Liège est connu comme l'un des plus grands clubs de Belgique et est également réputé pour ses supporters qui se distinguent comme étant parmi les plus reconnus du pays,.
L'ambiance du club est régie par plusieurs groupes de supporters, dont les plus actifs sont les Ultras Inferno 96 (UI96) et le Publik Hysterik Kaos 04 (PHK 04), qui sont fédérés par La Famille des Rouches qui regroupe environ 70 clubs de supporters réparties dans toute la Belgique, ce qui représente environ 14 000 membres abonnés.
À noter que pour la saison 2011-2012, il y a 25 000 abonnés permanent pour chaque match à domicile.
Comme beaucoup de clubs comptant un grand nombre de supporteurs, le Standard de Liège bénéficie également du support de nombreuses personnalités belges, telles que l'humoriste Martin Charlier, le cycliste Philippe Gilbert, le tennisman David Goffin, le hockeyeur Victor Wegnez, le chanteur Stromae, l'économiste Guy Quaden, la personnalité médiatique Jean-Louis Lahaye mais également des hommes politiques à l'instar de Michel Daerden, Didier Reynders, Frédéric Daerden, Yves Leterme, Melchior Wathelet ou encore Jean-Michel Javaux.

## L'enfer de Sclessin
Le Stade de Sclessin ou Stade Maurice Dufrasne est surnommé « Enfer de Sclessin », cette appellation est apparue pour la première fois le 4 février 1959, après le succès du Standard de Liège face au Stade de Reims, 2 à 0 lors des quarts de finale de la Coupe des clubs champions et c'est un journaliste français qui émit ce surnom.
Un surnom qui sera popularisé trois ans plus tard par Luc Varenne (RTBF) et Raymond Arets (Les Sports), toujours lors des quarts de finale de la Coupe des clubs champions où le Standard infligent un 4 à 1 au Rangers Football Club.
L'expression « Chaudron de Sclessin » est également dérivé de celle-ci, faisant référence aux usines ArcelorMittal situées en face du stade.

## La famille des Rouches

Logo de la famille des Rouches.

Une asbl officielle, la Famille des Rouches, regroupe environ 70 clubs de supporters dans tout le pays qui représentent 14 000 membres abonnés.
Son but est d'être l'intermédiaire entre la direction du club et les groupes de supporters. L'adhésion des clubs à cette asbl est obligatoire pour être reconnu officiellement par le Standard. La Famille des Rouches asbl a été fondée le 4 avril 2001. Elle est présidée par Louis Smal. L'association comprend des membres de la direction, du conseil d'administration du club et des représentants des supporters (francophones et néerlandophones), des Ultras et du Fan Coaching.
Les buts de l'asbl sont:
- organiser, avec les clubs de supporters reconnus, des animations lors des matchs de l'équipe première et rechercher les budgets nécessaires ;
- faire appliquer et mettre en pratique les réglementations légales en matière de sécurité pour les supporters dans le stade ;
- définir une politique d'actions sociales ;
- négocier avec la S.A. Standard de Liège les actions et avantages promotionnels des clubs officiels de supporters ;
- gérer la représentation des joueurs, entraîneurs, membres du staff technique et dirigeants aux activités organisées par les clubs officiels de supporters[4].

## Groupes de supporters
| Nom                      | Abréviation | Date de création | Emplacement Stade        |
| ------------------------ | ----------- | ---------------- | ------------------------ |
| Kop Rouches 68 (Dissous) |             | 1968             | Tribune II latérale (T2) |
| Hell Side 81             | HS81        | 1981             | Tribune Terril (T3)      |
| Ultras Inferno 96        | UI96        | 1996             | Tribune Terril (T3)      |
| Publik Hysterik Kaos 04  | PHK 04      | 2004             | Tribune Meuse (T4)       |
| RSCL Youth               |             | 2013             |                          |

### Kop Rouches 68

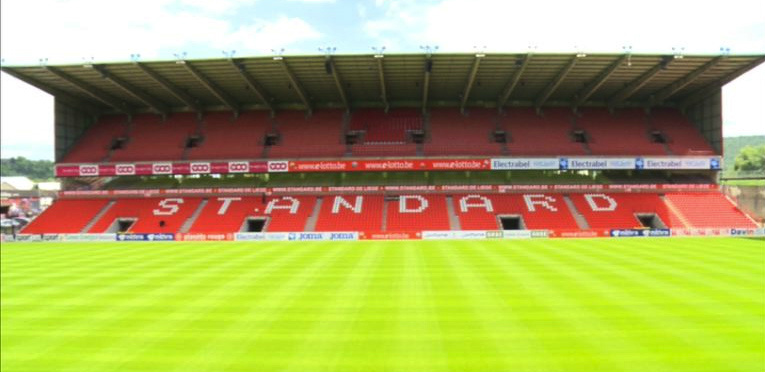
Tribune II du Kop rouche.

Le Kop Rouches 68 fut le premier club de supporters du Standard de Liège, ils occupaient la Tribune II du Kop rouche.
Fondé en 1968 par quelques jeunes dont Daniel Renard (La Meuse), le groupe s'était inspiré du spectacle offert par les supporters de Manchester United FC lors de la finale de la Coupe des clubs champions 1967-1968 qui les opposait au Benfica Lisbonne.
C'est ainsi que des jeunes viennent animer le KOP de l'enfer de sclessin avec leurs différents drapeaux ou trompettes.
Ils se retrouvaient pour confectionner tout cela, au-dessus du Café-Restaurant « Le Bois d'Avroy », juste à côté du Parking Terril, sans savoir que près de 35 ans plus tard, un local naîtra de ce même Café.
En effet il s'agit de la COSA SL, une ASBL fondé à l'initiative des Ultras Inferno et en partenariat avec le Hell Side 81.

### Hell Side 81 (HS81)
Les Hell Side 81 sont un des principaux clubs de supporters du Standard, groupe Hooligan du Standard bien connu les membres de ce groupe sont basés en Tribune 3 avec les Ultras Inferno.
Vers le début des années 1980, de jeunes membres du Kop Rouches 68 commencent à scander des chants agressifs en raison de l’influence Hooligans des clubs britanniques alors que les anciens du Kop ne voient pas d’un très bon œil l’introduction de ces chants parmi leur répertoire.
Ces jeunes quittent dès lors, le Kop Rouches 68 pour former le Hell Side 81 qui voit le jour lors de la saison 1981-1982, Hell Side signifie les bas-côtés de l’enfer.
C'est comme ça qu'un mouvement hooligan naît à Sclessin.
Au début, le groupe est composé d'un petit nombre de personnes et font pâle figure face au Hooligan d'Anderlecht, de l'Antwerp ou encore du Club de Bruges mais avec l'Affaire Standard-Waterschei, les résultats du Standard de Liège sont très décevants, de plus les autres supporters se moquent du club liégeois et la presse belge ne lui pardonne rien.
Et c'est en partie pour ça que de plus en plus de supporter du Standard viennent en masse dans le groupe et d'un peu partout en Belgique, du Hainaut à la Flandre en passant par Bruxelles et qu'un autre groupe hooligan se forme, le Wallons Casuals Firm (WCF).
Ainsi de 1985 à 1992, bien que le Standard de Liège est très décevant au point de vue des résultats, il fut connu comme le club ayant un des plus dangereux groupe de Hooligans du pays, provoquant même un rapport du ministère de l’intérieur le 18 mai 1990 mentionnent un accroissement très net des difficultés au Standard.
Le bilan de la saison 1991-1992 place sans équivoque le Hell-Side au sommet de la violence en Belgique : 57 % des matchs à domicile et 55 % des rencontres à l’extérieur du Standard ont connu de sérieux incidents, il est aussi reconnu comme le groupe de supporters le plus haïs du pays car c'est le seul club de supporters réellement dangereux en Wallonie.
C'est pour ça qu'à chaque déplacement du club en Flandre, fleurissent dans les stades les drapeaux flamands ainsi que les chants anti-wallon.
Ce mouvement hooligan s'atténua lors de la fin des années 1990 grâce à un autre mouvement, le mouvement Ultra et donc plusieurs membres du HS81 le quittèrent pour aller rejoindre le UI96.

### Ultras Inferno 96 (UI96)

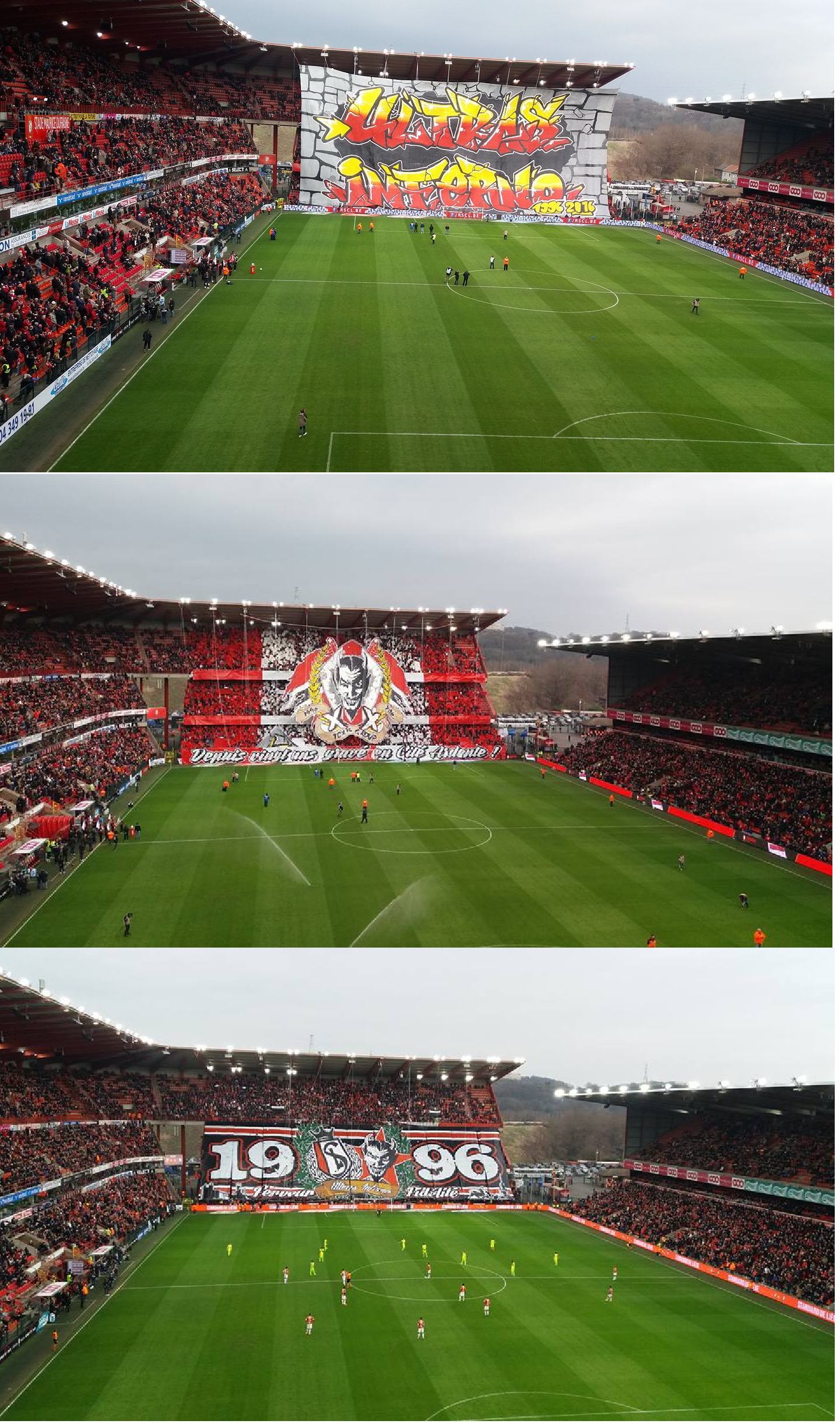
Les trois tifo célébrant les 20 ans des Ultras inferno 1996

Les Ultras Inferno 96 sont un des principaux groupes de supporters du Standard; les membres de ce groupe sont basés en Tribune 3 avec le Hell Side 81.
Surnommés UI96, ils se définissent comme un groupe de supporters anti-fasciste et anti-raciste.
Fondé en 1996, ils incluent le mouvement Ultra au sein du Stade de Sclessin (ainsi que dans la Belgique entière), surnommé l'Enfer de Sclessin dont le nom Ultra Inferno.
Ce groupe montre qu'il soutient l'équipe du Standard à l'aide de tifos, banderoles ou encore divers chants.
Pour ce faire, une ASBL fut créée en 2002, à savoir la COSA SL (Cellule d’Organisation de Spectacles et Animations Standard de Liège).
Cette association met à la disposition du groupe un local. Elle est gérée de manière autonome par les UI96.
Les Ultras Inferno sont répartis en cinq sections : les Ultras Inferno Hainaut, les Ultras Inferno Bruxelles-Brabant, les Inferno Girls, les Gioventù Inferno et les Sconvolts Old Ultras :
- Section Hainaut : c'est lors de la saison 2001/2002, que deux membres actifs du groupe eurent l’idée de créer une section UI96 dans la région de « Mons-Borinage », dans le Hainaut. La Section Mons-Borinage devient donc la première section du groupe[9] ;
- Ultras Inferno Bruxelles : c'est lors de la saison 2002/2003, que deux membres actifs du groupe eurent l’idée de créer une section UI96 pour Bruxelles, afin de faire connaître le groupe dans cette région. Des membres de Bruxelles ;
- Inferno Girls : elle a été créée en 2006 et est composée exclusivement de filles[10] ;
- Gioventù Inferno : créée en 2008, cette section est en quelque sorte la « jeune garde » des UI96, autrement dit la relève du groupe, les membres qui la compose sont âgés entre 15 et 25 ans[11] ;
- Sconvolts Old Ultras : cette section est à la base un délire entre quelques "anciens du groupe" UI96 reprenant les membres les plus actifs depuis longtemps.

### Publik Hysterik Kaos 04 (PHK 04)

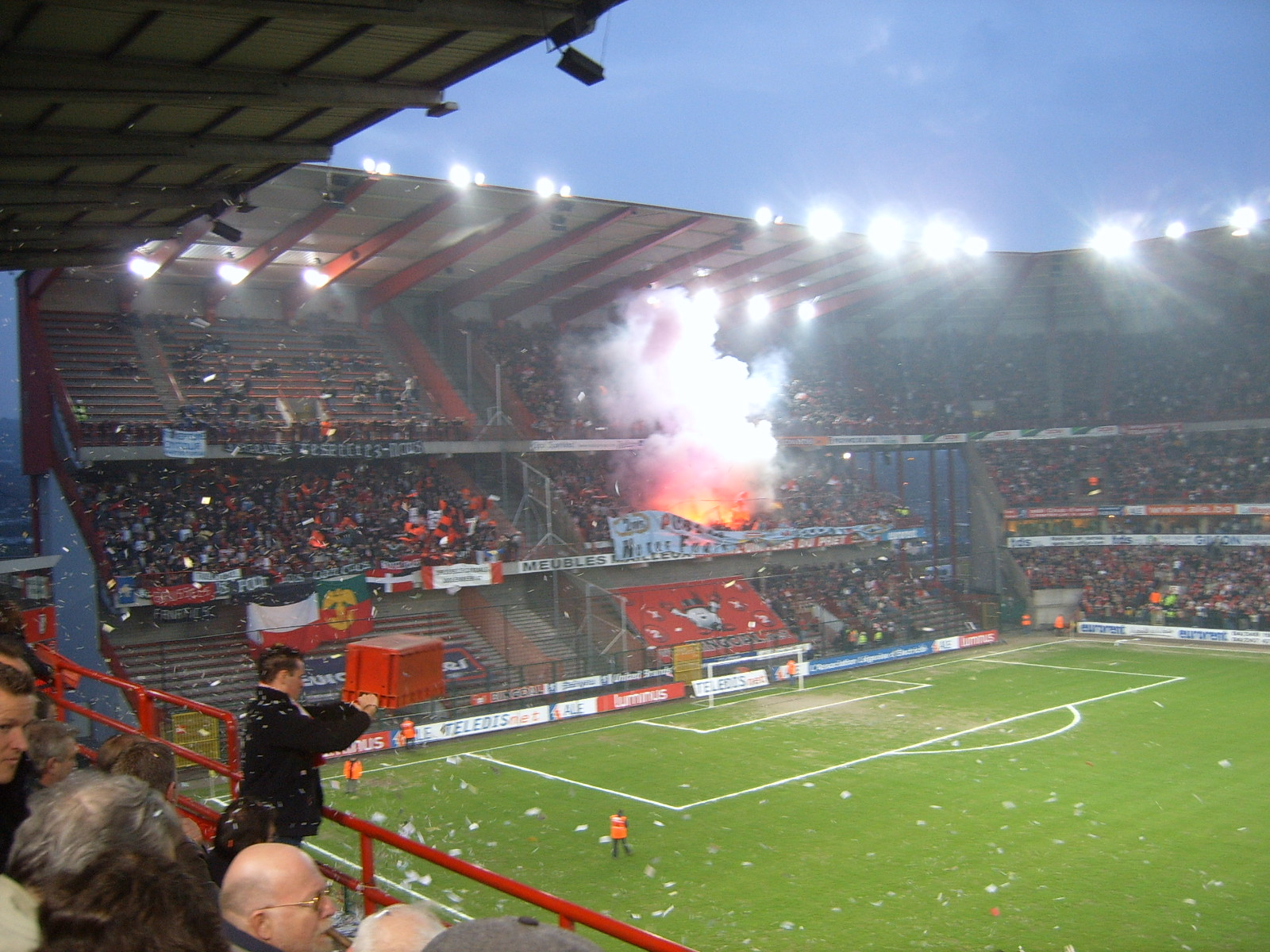
Vue de la T4 avec les supporters du PHK04, depuis la T2.

Les Publik Hysterik Kaos 04 sont un des principaux clubs de supporters du Standard, les membres de ce groupe sont basés en Tribune 4.
Depuis la rénovation du Stade de Sclessin pour l'Euro 2000, la tribune "Vercourt", mieux connue sous le nom de T4, était parfois vide, voir fermée hormis les supporters adverses et quelques actions de promotion à caractère socio-culturel.
Face à ce problème, la réputation du Standard de Liège et de ses supporters était entachée, c'est pour cela que quelques amis se lancèrent un pari fou : ramener l’animation en T4.
Ce projet va donc voir naître en 2004 un nouveau groupe de supporters, le Publik Hysterik Kaos 04 (PHK 04).
Depuis, la tribune est renommée Torcida Meuse par le PHK04.
À noter que le club comporte, tout comme les UI96, d'une section dans la province de Hainaut, dénommée PHK Hainaut.

### RSCL Youth (2013)
En 2013, un nouveau groupe de supporters voit le jour, les RSCL Youth. Ils se caractérisent par leur côté free-fighteur, une forme moderne du hooliganisme. Ce sont avant tout des jeunes supporters comme les autres venant des autres groupes à la différence qu'ils aiment se battre pour l'honneur du blason. Ils se donnent la plupart du temps rendez-vous dans les bois à l'abri des regards, contre un autre groupe identique d'un autre club belge ou européen et se battent à mains nues après avoir au préalable décidé du nombre de participants.
Historiquement, le mouvement vient des pays de l’Est.
Vu la
présence sécuritaire autour
des stades, les échauffourées
se sont déplacées loin de
ceux-ci avec des rendez-vous
pris à l’avance et le mouvement s’est « professionnalisé ». 
Les participants ont commencé à s’entraîner en semaine via différents sports de
combat, et il y a un presque
un championnat de ces « bagarres libres ». 
Tout se déroule à la loyale,
avec des règles, entre personnes consentantes. On
pourrait parler d’un sport,
d’un « fight club ».

### Liste des 68 clubs de supporters
Le Standard de Liège, compte 68 clubs de supporters, dont 54 en Wallonie et 13 en Flandre.
- Wallonie (55)
  - Province de Liège (19)
    - Club de Aywaille
    - Club de Baelen
    - Club de Hermalle Matricule 16
    - Club Le Rustique
    - Fanatik Standard
    - Kop Rouge
    - La Vieille Garde
    - Les Gais Lurons Amaytois
    - Les Rouches de la Vallée du Geer
    - Les Six Cents Rouches
    - Les Rouches du Plateau
    - Les Yankees d'Herstal
    - Publik Hysterik Kaos
    - Red Bull Mosan
    - Les Rouches de Saint-Servais
    - Rouche Passion Hannut
    - Standard@Internet
    - Ultras Inferno
    - Lès Djoyeûs Dragons d'Mâm'dî

  - Province de Namur (12)
    - Central Rouge
    - Club de Florennes
    - Club Red Gunners
    - Coin des Rouges
    - Fan Club Namur
    - Les Bivouacs Rouges
    - Les Frontaliers du Standard
    - Rouges et Blancs de la Marka
    - Standard Famenne Ardenne
    - Standardmen du Bocq
    - Red Derby Boys
    - Enfer de Sclessin

  - Province de Hainaut (11)
    - Club de Basècles
    - Club de Givry
    - Club de Naast
    - Le Peuple Rouche
    - Les Reds du Centre
    - Les Rouches Tournaisiens
    - Les Rouges et Blancs de Quaregnon
    - Red Boys Jemappes
    - Red Fanatics
    - StandardLiege.Allez
    - The Red Geants Ath

  - Province de Luxembourg (6)
    - Club Ardennes Ultras
    - Famenne Ardenne
    - Club Centre Ardenne Bastogne
    - Fanatik6940
    - Fidel's Ardennes (Vaux-sur-Sûre)
    - Les Fidèles du Sud
    - Stavelot-Salm-Amblève

  - Province du Brabant wallon (7)
    - Club de Tubize
    - Colisée Lessines
    - Les Rouge et Blanc de Jodoigne
    - Les Standardmen du N-S Centre de Jodoigne
    - Matricule 16 - Passion
    - Red Angels Beauvechain
    - Rouches de l'Orne

  - Région de Bruxelles-Capitale (1)
    - The Red Champions
- Flandre (13)
  - Province du Brabant flamand (2)
    - Club de Tienen
    - Leuven Fanclub

  - Province d'Anvers (3)
    - FS The Reds
    - Millennium Reds
    - Royal Standard de Kempen

  - Province de Flandre Occidentale (1)
    - The Euro-Reds West-Vlaanderen

  - Province de Flandre Orientale (2)
    - Les Rouches des Flandres
    - The Red Dragons

  - Province de Limbourg (5)
    - Fanclub Sweert Tongeren
    - Mergelboys Zichen-Zussen-Bolder
    - Roodhemden Rekem 2000
    - The Euro-Reds Bilzen
    - The Red Bull-Dogs vzw

Logo du Hell Side 81 à l'occasion de leurs 30 ans.
Logo du Publik Hysterik Kaos 04
Logo des RSCL Youth

## Films
Deux films ont été réalisés sur le Standard de Liège : ils montrent la ferveur et la fidélité des supporters du matricule 16.
- Je suis supporter du Standard (2013), film de et avec Riton Liebman. Avec Léa Drucker.
- Standard Le Film (2014), documentaire de Benjamin Marquet

## Assistances
Les assistances maximum ont été observées au début des années 1980 (40 000). En moyenne, ce sont les dernières saisons qui ont connu les plus grandes affluences (depuis 2005). À l'inverse, les moins bonnes années (en moyenne) se situent à la fin des années 1980.
| Saison    | Moy.   | Max.   |
| --------- | ------ | ------ |
| 1963-1964 | 16 133 | 30 000 |
| 1964-1965 | 15 233 | 30 000 |
| 1965-1966 | 16 267 | 28 000 |
| 1966-1967 | 16 500 | 36 000 |
| 1967-1968 | 15 100 | 32 000 |
| 1968-1969 | 20 600 | 35 000 |
| 1969-1970 | 22 487 | 38 000 |
| 1970-1971 | 21 267 | 35 000 |
| 1971-1972 | 19 533 | 40 000 |
| 1972-1973 | 15 300 | 25 000 |
| 1973-1974 | 20 333 | 35 000 |
| 1974-1975 | 18 210 | 35 000 |
| 1975-1976 | 14 294 | 30 800 |
| 1976-1977 | 14 059 | 31 000 |
| 1977-1978 | 18 118 | 40 000 |
| 1978-1979 | 16 882 | 30 000 |

| Saison    | Moy.   | Max.   |
| --------- | ------ | ------ |
| 1979-1980 | 22 236 | 40 000 |
| 1980-1981 | 17 824 | 40 000 |
| 1981-1982 | 18 882 | 40 000 |
| 1982-1983 | 17 914 | 36 000 |
| 1983-1984 | 14 324 | 27 000 |
| 1984-1985 | 10 118 | 35 000 |
| 1985-1986 | 14 235 | 38 000 |
| 1986-1987 | 8 500  | 32 000 |
| 1987-1988 | 9 106  | 17 000 |
| 1988-1989 | 11 353 | 25 000 |
| 1989-1990 | 12 706 | 25 000 |
| 1990-1991 | 15 324 | 25 000 |
| 1991-1992 | 15 429 | 25 000 |
| 1992-1993 | 13 024 | 26 400 |
| 1993-1994 | 12 020 | 18 000 |
| 1994-1995 | 16 206 | 28 000 |

| Saison    | Moy.   | Max.   |
| --------- | ------ | ------ |
| 1995-1996 | 11 147 | 18 000 |
| 1996-1997 | 13 011 | 27 000 |
| 1997-1998 | 12 517 | 20 000 |
| 1998-1999 | 13 638 | 25 000 |
| 1999-2000 | 16 801 | 29 000 |
| 2000-2001 | 15 974 | 30 000 |
| 2001-2002 | 12 729 | 23 000 |
| 2002-2003 | 14 743 | 19 755 |
| 2003-2004 | 16 888 | 26 000 |
| 2004-2005 | 16 882 | 27 000 |
| 2005-2006 | 22 735 | 26 000 |
| 2006-2007 | 22 846 | 26 600 |
| 2007-2008 | 25 785 | 29 173 |
| 2008-2009 | 26 525 | 28 000 |
| 2009-2010 | 26 213 | 27 398 |
| 2010-2011 | 25 638 | 27 544 |

| Saison    | Moy.   | Max.   |
| --------- | ------ | ------ |
| 2011-2012 | 25 113 | 27 696 |
| 2012-2013 | 21 949 | 27 500 |
| 2013-2014 | 24 967 | 29 000 |
| 2014-2015 | 24 474 | 27 721 |
| 2015-2016 | 22 493 | 27 750 |

## Incidents et faits

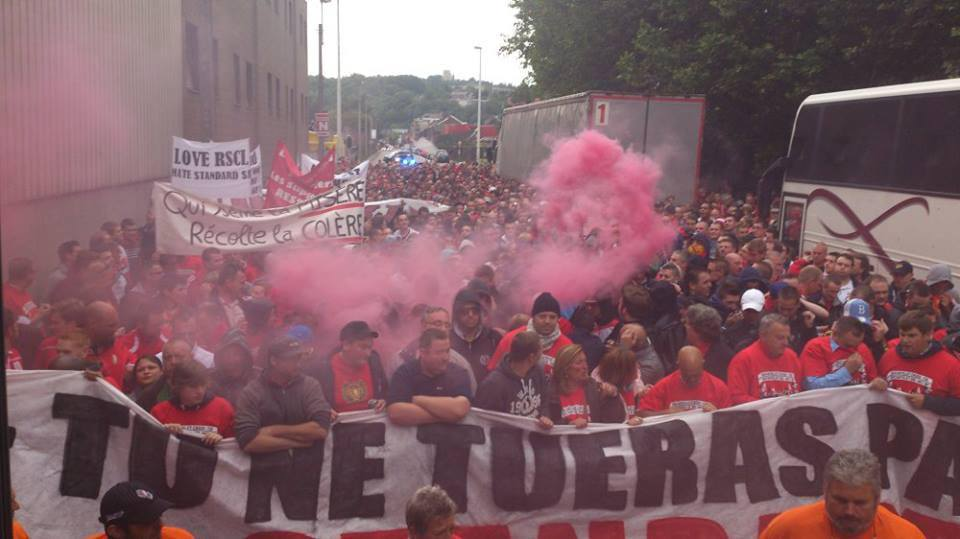
Manifestation de 5000 supporters, contre la direction du club - 27/07/2015

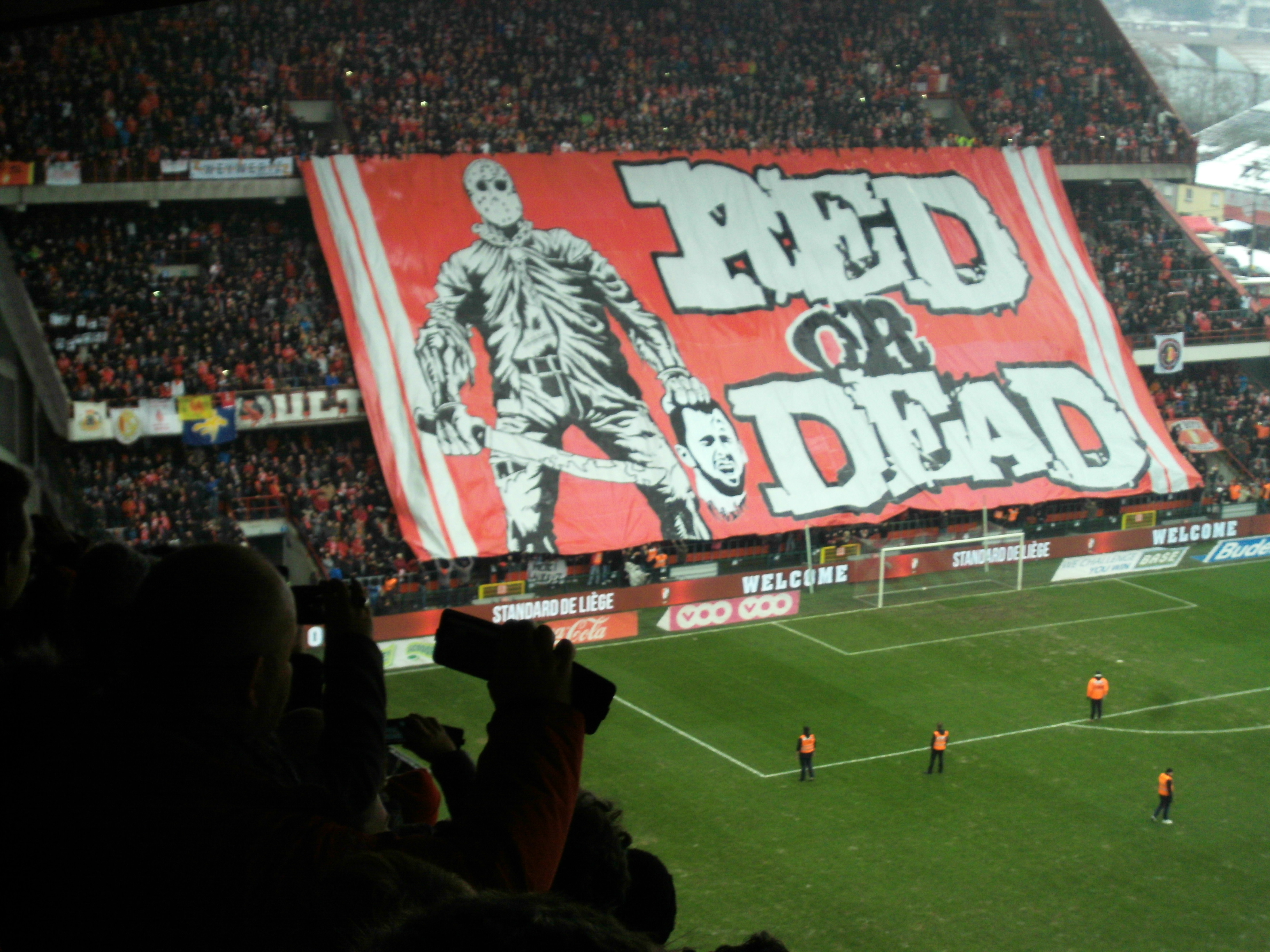
Le tifo contesté lors de la rencontre Standard - Anderlecht du 25/01/2015

- 15 mars 1991 : Confrontation entre les deux noyaux durs des supporters du Standard (Hell-Side) et de La Gantoise (Rebel Side) au pied du vieux "terril" d'Ougrée après avoir affronté ensemble les forces de l'ordre. La police procède dès lors à une vingtaine arrestation[15].
- 6 avril 1991 : Énorme bagarre sur la pelouse de Sclessin entre le Hell-Side du Standard et le O-Side d'Anderlecht au coup de sifflet final, à la suite de la défaite 1-2 des rouches mais également en raison des incidents en gare de Schaerbeek lors du match aller. On dénombre 20 à 25 blessés léger et une vingtaine d'arrestation administrative et juridique[16].
- 30 août 2009 : Lors du match opposant le Sporting Anderlecht au Standard de Liège lors de la saison 2009-2010, l'international belge et standardman Axel Witsel commet une faute sur le défenseur polonais Marcin Wasilewski, lui causant une double fracture ouverte du tibia et du péroné droit[17],[18]. Axel Witsel reconnaît sa faute, mais nie avoir voulu blesser le joueur adverse. Witsel reçoit un carton rouge pour cette faute et se voit suspendu pendant huit matchs de championnat[19].
- 7 octobre 2012 : Après une série de quatre match sans victoire, le Standard recevait l'ennemi héréditaire, le RSC Anderlecht. C'est le Sporting d'Anderlecht qui ouvre la marque grâce à Milan Jovanovic, conséquence le terrain est envahi par des fumigènes et des chants anti-Duchatelet retentissent dans les tribunes, le match reprend par la suite et le Standard gagne 2 à 1 grâce à Frédéric Bulot[20].
- 27 juillet 2013 : 5 000 supporteurs du Standard ont manifesté contre le président Roland Duchatelet, ceux-ci ont montré leur mécontentement en défilant dans les rues et en lançant des pétards, des fumigènes et en scandant des chants anti-Duchatelet. Les supporters ont ensuite envahis le Stade de Sclessin[21].
- 22 décembre 2013 : Affichage par les Publik Hysterik Kaos 04 (PHK 04), lors de la rencontre Standard-Anderlecht, d'un tifo représentant Tony Montana, héros du film Scarface, tirant sur une personne au sang mauve avec une phrase ironique "Dites bonjour à votre pire ennemi"[22].
- 2 octobre 2014 : Affrontement entre les supporters du Standard de Liège et du Feyenoord Rotterdam, lors de la deuxième journée de la Ligue Europa, les supporters liégeois envahissent la zone-tampon du stade pour provoquer les supporters néerlandais, 28 supporters liégeois sont arrêtés, cependant la police néerlandaise fait une généralité de 2000 supporters, et des innocents ont reçu des coups de matraque sans raison de la part des policiers[23].
- 19 octobre 2014 : Des supporters du Standard qui voit leur équipe perdre 2 à 0, jettent des fumigènes ou encore des sièges sur le terrain, la rencontre est alors arrêtée à la 89e minute, elle reprend mais le but de Paul-José M'Poku ne changera rien : les jets reprennent suivis de l’invasion du terrain, la rencontre est alors annulée et le Standard se voit infliger une amende de 5 000 euros pour ses débordements[24].
- 7 décembre 2014 : Affrontement entre des supporters du Standard de Liège et du Sporting de Charleroi, 46 hooligans liégeois sont arrêtés à Charleroi[25].
- 11 décembre 2014 : Affrontement entre les supporters du Standard de Liège et la police belge, après la rencontre Standard-Feyenoord, lors de la sixième journée de la Ligue Europa, 200 à 300 jeunes hooligans, ne faisant pas tous partie des supporters du Standard, s'en prennent à la police belge qui compte 16 policiers locaux et fédéraux blessés ainsi que d'importants dégâts sur six de leurs véhicules. La police procède dès lors à 26 arrestations[26].
- 25 janvier 2015 : Affichage par les Ultras Inferno, lors de la rencontre Standard-Anderlecht, d'un tifo représentant un Steven Defour décapité par un personnage repris des films Vendredi 13, avec la légende "Red or Dead" ("Rouge ou mort"). L'action a été réalisée à l'insu des dirigeants du club, qui évoquent des sanctions possibles[27],[28]. L'action coïncide notamment avec la décapitation la veille d'un ressortissant japonais par l'État islamique, alors que le Standard compte deux joueurs nippons, largement suivis par la presse japonaise[29]. À la suite des polémiques suscitées, les responsables de la confection du tifo indiquent que l'ouvrage a été envisagé dès novembre 2014, impliquant que « c’est l’actualité qui nous a rattrapés et non l’inverse »[30]
- 25 octobre 2015 : Choc wallon sous haute tension à Charleroi, la rencontre est tout d'abord retardée à cause des importants fumigènes déployés par les supporters du Standard. Le Standard ouvre la marque mais encaisse deux buts, le mécontentement des rouches se fait entendre et des jets de pétards font suspendre le match[31]. La rencontre se poursuit et le Standard remporte finalement le match 2 à 3[31].
- 20 mars 2016 : Finale de la Coupe de Belgique, des supporters provoquent les policiers et des débordements ont lieu devant la Bourse de Bruxelles, les stations de la Bourse et Anneessens sont temporairement fermées, les supporters se sont également fait remarquer dans le piétonnier ainsi que dans le hall de la Gare de Bruxelles-Central, plus de 100 personnes sont arrêtées[32],[33].